# Hrotovice

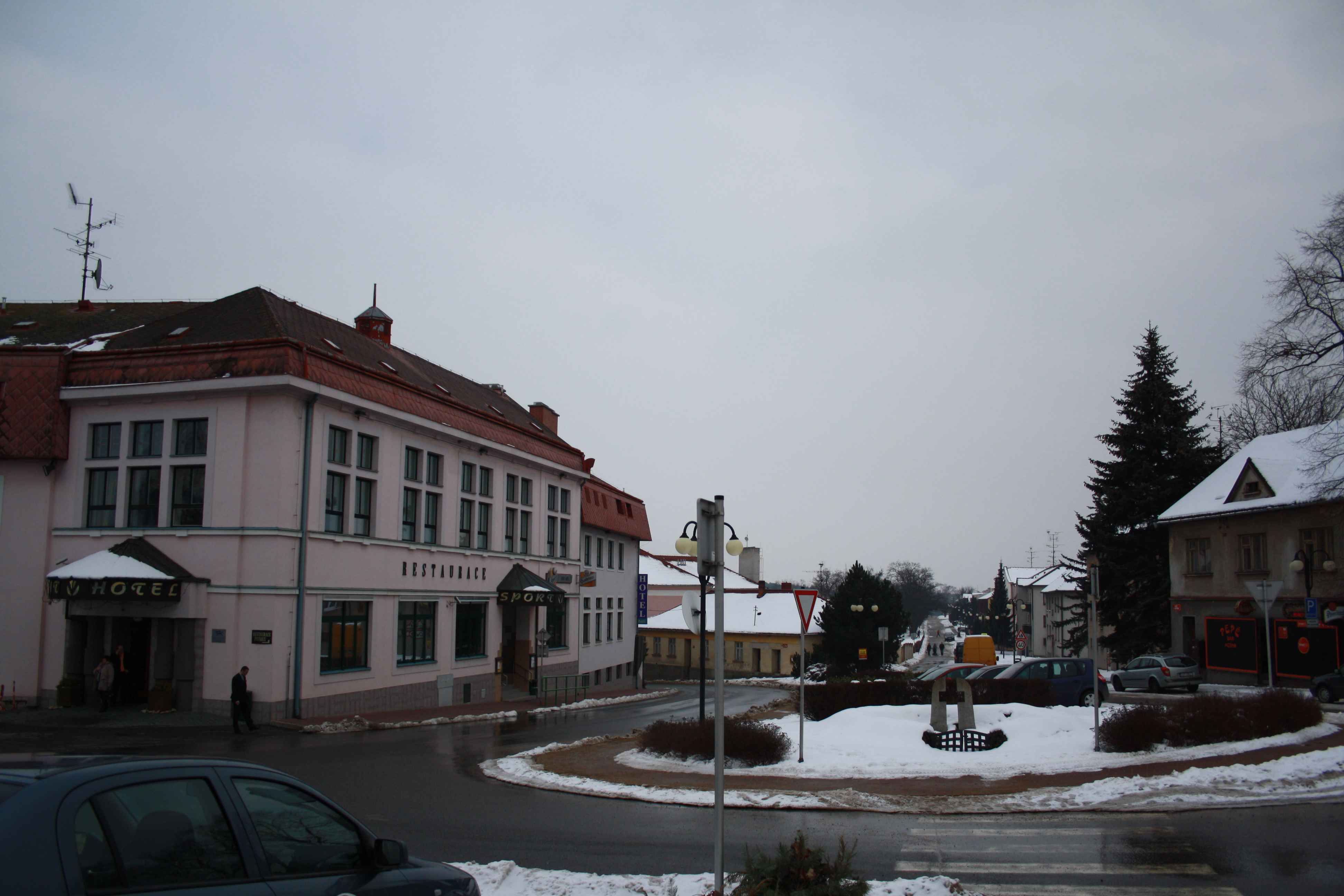
Marktplatz in Hrotovice

Hrotovice (deutsch Hrottowitz, älter auch Ruthwitz) ist eine Stadt in Tschechien. Sie liegt 17 Kilometer südöstlich von Třebíč und liegt im Okres Třebíč.

## Geographie
Hrotovice befindet sich rechtsseitig des Flüsschens Rouchovanka am Bach Milačka im südlichen Teil der Böhmisch-Mährischen Höhe. Nördlich der Stadt liegen an der Rouchovanka drei kleinere Stauseen, die Bewässerungszwecken dienen. Die Teiche Horní Nový rybník und dolní Nový rybník südlich von Hrotovice werden für die Erholung genutzt. Südöstlich liegt das Kernkraftwerk Dukovany.
Nachbarorte sind Valeč und Dalešice im Norden, Kramolín im Nordosten, Slavětice im Osten, Nové Dvory und Rouchovany im Südosten, Boříkovský Dvůr, Přešovice und Litovany im Süden, Bačice und Udeřice im Südwesten, Krhov und Račice im Westen sowie Odunec und Hubertův Dvůr im Nordwesten.
Südlich liegt die Wüstung Mstěnice.

## Geschichte
Die erste schriftliche Erwähnung des Dorfes Hrutovici erfolgte im Jahre 1228 in einer Urkunde Ottokar I. Přemysls für das Zisterzienserinnenkloster „Vallis S. Mariae“ in Oslavany. Gegründet wurde das Dorf zu dieser Zeit wahrscheinlich von Dietrich Theodoricus Hrut, jedoch befand sich vor 1200 bereits eine Ansiedlung an dieser Stelle. 1330 befand sich in Hrutovice eine Pfarre und eine vom Komtur Rhymbot geleitete Kommende des Deutschritterordens. Zu Beginn des 15. Jahrhunderts wechselten sich verschiedene Adels- und Vladikengeschlechter als Besitzer des Ortes ab. Nachdem Ulrich von Doubravice 1420 die Güter erwarben hatte, blieben sie bis 1561 im Besitz der Osovští z Doubravice. Nachfolgende Grundherren wurden die Zahrádecký von Zahrádka. Zum herrschaftlichen Hof gehörte seit 1562 auch eine Brauerei. Nach der Schlacht am Weißen Berg wurden die Güter des Kammerherrn Friedrichs V., Georg Zahrádecký von Zahrádka, konfisziert und 1626 an Georg/Jíří Březnický von Náchod verkauft. Ihm folgte Georg von Widmer und ab 1672 Andreas Roden von Hirzenau auf Hagendorf. Die Pfarre in Hrotovice war seit dem Dreißigjährigen Krieg erloschen. Hrotovice bestand im Jahre 1667 aus 26 Wohnhäusern. 1826 kaufte Hubert Graf d’Harnoncourt die Herrschaft von der Familie Roden. Wenig später wurde Georg Simon von Sina Besitzer von Hrotovice. Er brachte im Schloss ab 1845 seine Sammlung von 500 Gemälden unter, die von seinen Erben später in das Schloss Myslibořice und nach Velehrad verbracht wurde. 1834 hatte das Dorf 734 Einwohner.
Nach der Aufhebung der Patrimonialherrschaften bildete Hrotovice ab 1850 eine politische Gemeinde im Bezirk Krumlau/Krumlov und war Sitz eines Gerichtsbezirkes. Von den Freiherren von Sina erwarb der Marquis de Castrics das Schloss. Im Jahre 1881 erhob Kaiser Franz Joseph I. Hrotovice zum Markt und erteilte das Privileg zur Abhaltung von vier Jahrmärkten. 1882 erwarb der Brauereiunternehmer Anton Dreher junior Hrotovice mit den angeschlossenen Gütern Myslibořice, Krhov, Dalešice, Valeč und Slavětice. Das Schloss wurde fortan zu Büro- und Wohnzwecken genützt. Im Jahre 1900 war die Einwohnerzahl auf 1239 angewachsen. 1913 wurde in Hrotovice wieder eine Pfarre eingerichtet. Ab 1930 entwickelte sich Hrotovice zu einer Sommerfrische. 1930 hatte Hrotovice 1499 Einwohner. Bei der infolge des Münchner Abkommens erfolgten Abtretung der Bezirke Znaim und Mährisch Kromau an das Deutsche Reich wurden sämtliche tschechoslowakischen Ämter nach Hrotovice verlegt und die der Tschechoslowakei verbliebenen Dörfer an den Gerichtsbezirk Hrotovice angeschlossen, der sich dadurch auf 65 Dörfer vergrößerte. 1940 erreichte Hrotovice mit 2260 Menschen seine höchste Bevölkerungszahl. Nach der Einnahme der Stadt durch die Rote Armee kam es am 8. Mai 1945 auf dem Markt von Hrotovice zu einem Blutbad, als ein sowjetischer Pilot irrtümlich die Siegesfeier bombardierte. Bei den Explosionen starben 114 Einwohner und 36 Rotarmisten. Am 1. Jänner 1950 wurde der Gerichtsbezirk Hrotovice aufgelöst und die Gemeinde dem Okres Třebíč zugeordnet. Ein Teil der Einwohner der für den Bau des Kernkraftwerkes Dukovany aufgelösten Dörfer Heřmanice, Lipňany und Skryje wurde in den 1970er Jahren nach Hrotovice umgesiedelt. Später arbeiteten auch die meisten Einwohner von Hrotovice im Kraftwerk. Am 1. Juli 1994 wurde Hrotovice zur Stadt erhoben.

## Ortsgliederung
Für die Stadt Hrotovice sind keine Ortsteile ausgewiesen.

## Sehenswürdigkeiten

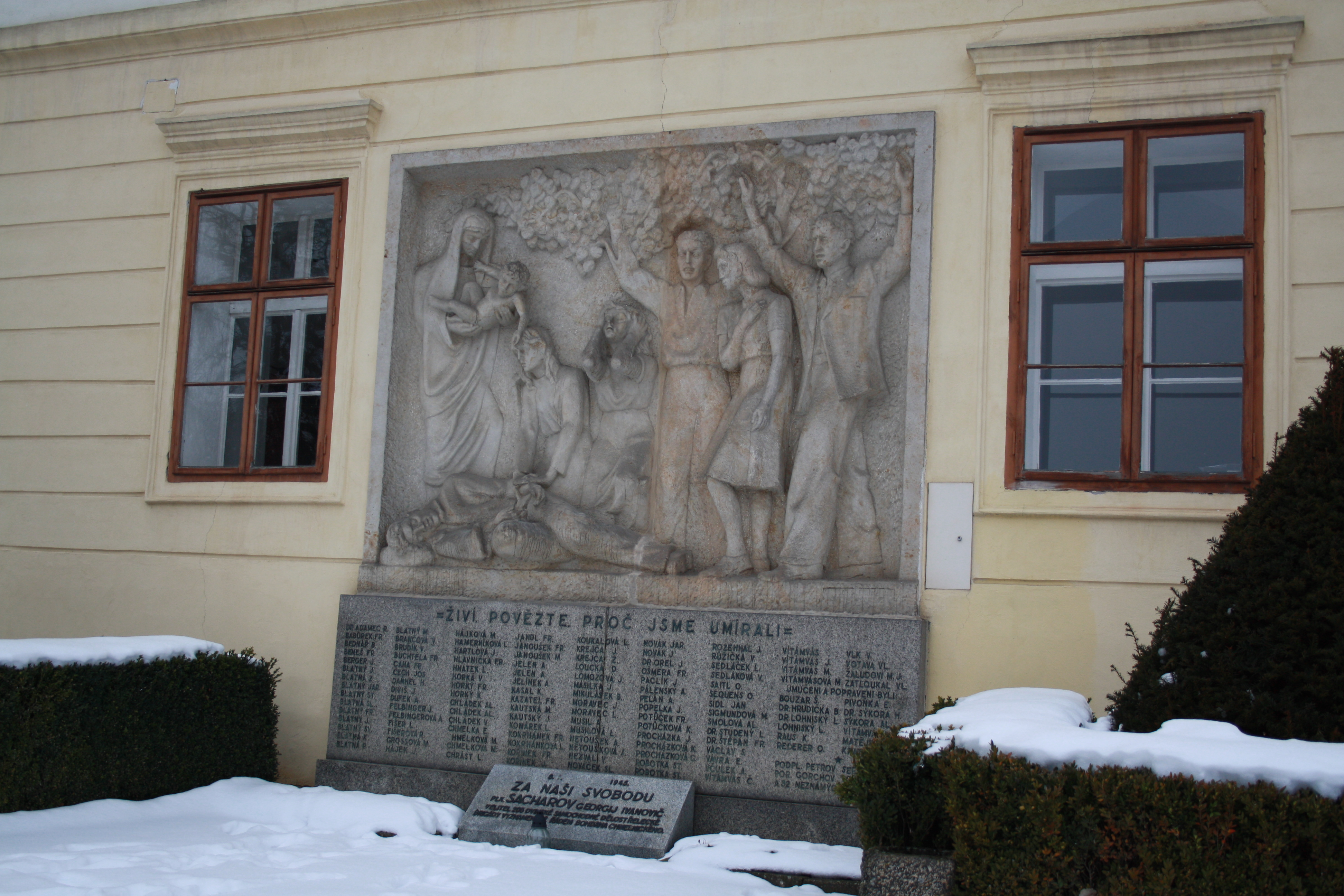
Denkmal für die Opfer des Zweiten Weltkrieges

- Schloss Hrotovice, errichtet als Feste für die Osovští z Doubravice. Unter den Zahrádecký von Zahrádka erfolgte zum Ende des 16. Jahrhunderts der Umbau zu einem vierflügeligen Renaissanceschloss. Im ersten Drittel des 18. Jahrhunderts wurde es barock umgestaltet.
- Pfarrkirche St. Laurentius, der ehemals romanische Bau ist seit 1263 nachweisbar. Er erhielt sein heutiges Aussehen beim Umbau von 1835.
- Denkmal für František Bohumír Zvěřina
- Zvěřina-Museum
- Denkmal für die Opfer des Zweiten Weltkrieges
- Wüstung Mstěnice, drei Kilometer südlich an der Rouchovanka. Das 1468 während des ungarisch-böhmischen Krieges erloschene Dorf mit Resten einer Feste und Wassermühle ist eine archäologische Fundstätte und wurde seit 1960 untersucht

## Söhne und Töchter der Stadt
- František Bohumír Zvěřina (1835–1908), Maler
- Silvestr Prát (1895–1990), Botaniker